# Gudhems landskommun
Gudhems landskommun var en tidigare kommun i dåvarande Skaraborgs län.

## Administrativ historik
När 1862 års kommunalförordningar trädde i kraft den 1 januari 1863 inrättades över hela landet cirka 2 400 landskommuner, normalt i socknar med samma namn.
I Gudhems socken i Gudhems härad i Västergötland inrättades då denna kommun.
Vid 1952 års landsomfattande kommunreform bildade den storkommun genom sammanläggning med de tidigare landskommunerna Bolum, Bjurum, Bjärka, Broddetorp, Hornborga, Sätuna, Torbjörntorp, Ugglum och Östra Tunhem.
Vid nästa kommunreform 1971 delades den genom att Bjärka församling fördes till Skara kommun medan övriga församlingar kvarstod i den ombildade Gudhems kommun som 1974 uppgick i Falköpings kommun.
Kommunkoden 1952-1970 var 1629.

### Kyrklig tillhörighet
I kyrkligt hänseende tillhörde kommunen Gudhems församling. Den 1 januari 1952 tillkom församlingarna Bolum, Bjurum, Bjärka, Broddetorp, Hornborga, Sätuna, Torbjörntorp, Ugglum och Östra Tunhem.

## Geografi
Gudhems landskommun omfattade den 1 januari 1952 en areal av 180,49 km², varav 175,15 km² land.

### Tätorter i kommunen 1960
I Gudhems landskommun fanns den 1 november 1960 ingen tätort. Tätortsgraden i kommunen var då alltså 0,0 procent.

## Politik

### Mandatfördelning i valen 1950-1970
| 13 | 13 | 4 | 5 |

| 33 |

| 12 | 11 | 5 | 7 |

| 32 |

| 8 | 9 | 10 | 4 | 4 |

| 33 |

| 11 | 6 | 10 | 4 | 4 |

| 30 | 5 |

| 10 | 14 | 3 | 2 | 6 |

| 31 |

| 10 | 15 | 4 | 2 | 4 |

| 27 | 8 |